# Gia tộc Saitō
Gia tộc Saitō (tiếng Nhật: 齋藤氏 Saitō-shi, Trai Đằng thị) là một gia tộc Nhật Bản ở tỉnh Mino (ngày nay là quận Gifu) trong thời đại Sengoku thế kỷ 16. Theo ghi chép lại, gia tộc Saito là hậu duệ của gia tộc Fujiwara. Trong những năm đầu của thời đại Sengoku, gia tộc Saito là một trong những gia tộc hùng mạnh nhất Nhật Bản.

## Dưới thời Dōsan
Saitō Dōsan (thường được gọi là "con rắn") là một daimyo hùng mạnh trong toàn tỉnh Mino. Một daimyo chống đối là Oda Nobuhide (người đứng đầu gia tộc Oda) muốn chiếm đất của Dosan, nhưng gặp nhiều rắc rối do mâu thuẫn nội bộ gia tộc. Nobuhide cuối cùng bị Dosan đánh bại, dẫn đến việc Nobuhide tiến hành việc liên mình giữa hai gia tộc. Sự liên minh này được thiết lập thống qua con trai ông, Oda Nobunaga (một trong ba người thống nhất Nhật Bản sau này), kết hôn với con gái của Dosan, Nōhime. Trong suốt thời gian liên minh, họ chủ yếu chống lại gia tộc Imagawa ở tỉnh Mikawa.

## Dưới thời Yoshitatsu
Người ta nghĩ rằng Saitō Dōsan sẽ chọn người kế vị trong số các con trai mình vào năm 1555, trừ Saitō Yoshitatsu. Trong lòng Saitō Yoshitatsu nhanh chóng chất đầy đam mê quyền lực, đến mức ông ta giết cả hai anh em trai của mình và cố giết cả Dōsan để chiếm lấy ngai vị. Sự non nớt này của Yoshitatsu phần nào có động cơ là từ việc Dōsan không thích Yoshitatsu, khiến ông ta lại càng ghen tức hơn. Năm 1556, Yoshitatsu đánh bại và giết Dōsan trong trận Nagaragawa, sau đó tuyên bố mình là người đứng đầu gia tộc Saitō.

## Dưới thời Tatsuoki
Sau cái chết của Oda Nobuhide năm 1551, Nobunaga lãnh nhiệm vụ đứng đầu gia tộc Oda, theo đó ông củng cố trợ giúp cho Saitō Dōsan khi tiến đánh ở sông Nagara. Sau khi nhà Imagawa chịu thảm bại trong trận Okehazama năm 1560, chính Yoshitatsu cũng qua đời năm sau đó. Sai cái chết của Yoshitatsu, Saitō Tatsuoki thừa kế vị trí đứng đầu nhà Saitō, và thể hiện mình không có khả năng thích hợp với chức vụ này. Nobunaga nhanh chóng chớp lấy thời điểm thiếu hụt quyền lực của nhà Saitō để tấn công họ. Nobunaga bắt đầu chuyển quân đến tỉnh Mino và bí mật âm mưu cùng vài thuộc hạ của nhà Saitō để loại trừ vị lãnh chúa của họ. Chiến thuật này diễn ra thành công trong năm sau đó 1567, khi Tatsuoki phải chịu thất bại tại lâu đài Inabayama (lúc ông đang ở đó) cùng nhiều thuộc hạ của mình. Ông bị lưu đày. Điều này thực sự đã dẫn đến sự diệt vong của gia tộc Saitō.